# Kashima (tàu tuần dương Nhật)
Kashima (tiếng Nhật: 鹿島) là một tàu tuần dương hạng nhẹ của Hải quân Đế quốc Nhật Bản, là chiếc thứ hai được hoàn tất trong lớp Katori gồm ba chiếc. Tên của nó được đặt theo ngôi đền Shinto Kashima trong tỉnh Ibaraki của Nhật Bản. Kashima đã phục vụ trong nhiều hoạt động của Chiến tranh Thế giới thứ hai, và đã sống sót qua cuộc chiến này trước khi bị tháo dỡ vào năm 1946.

## Thiết kế và chế tạo
Lớp Katori được đặt hàng để hoạt động như những tàu huấn luyện trong Ngân sách Hải quân Bổ sung vào các năm 1937 và 1939. Trong Chiến tranh Thế giới thứ hai, chúng được sử dụng như là soái hạm quản lý cho nhiều hải đội khác nhau, như chỉ huy tàu ngầm hoặc các hải đội hộ tống. Chúng được nâng cấp khi chiến tranh tiếp diễn với các vũ khí phòng không bổ sung và mìn sâu chống tàu ngầm.
Kashima được đặt lườn tại xưởng tàu của hãng Mitsubishi tại Yokohama vào ngày |6 tháng 10 năm 1938. Nó được hạ thủy vào ngày 25 tháng 9 năm 1939 và được đưa ra hoạt động vào ngày 31 tháng 5 năm 1940.

## Lịch sử hoạt động

### Các hoạt động ban đầu
Thoạt tiên, Kashima được điều về Căn cứ Hải quân Kure trong vùng biển Nội địa Nhật Bản. Ngày 28 tháng 7 năm 1940, Kashima cùng với con tàu chị em với nó Katori tham gia chuyến đi thực tập học viên mới cuối cùng trước chiến tranh, ghé thăm Etajima, Ominato, Aomori, Dairen, Lữ Thuận và Thượng Hải. Không lâu sau khi quay về Nhật Bản, Kashima được chuyển đến Hạm đội 4 Nhật Bản như là soái hạm của Hải đội Tuần dương 18. Ngày 1 tháng 12 năm 1941, Kashima trở thành soái hạm của Hạm đội 4 thuộc quyền chỉ huy của Phó đô đốc Shigeyoshi Inoue đặt căn cứ tại Truk thuộc quần đảo Caroline. Vào lúc xảy ra cuộc tấn công Trân Châu Cảng, Kashima đang ở tại Truk.

### Giai đoạn mở màn Chiến tranh Thái Bình Dương
Trong "Chiến dịch R", cuộc chiếm đóng Rabaul và Kavieng diễn ra trong các ngày 23-24 tháng 1 năm 1942, Kashima khởi hành từ Truk để hộ tống cho các cuộc đổ bộ lực lượng Nhật Bản. Ngày 20 tháng 2 năm 1942, Kashima rời Truk trong một cuộc truy đuổi bất thành tàu sân bay USS Lexington cùng Lực lượng Đặc nhiệm 11 của Mỹ.
Trong "Chiến dịch MO", cuộc tấn công Tulagi và Port Moresby vào ngày 4 tháng 5 năm 1942, Kashima đi đến Rabaul thuộc New Britain để chỉ đạo các hoạt động, và do đó đã không có mặt trong Trận chiến biển Coral vốn xảy ra cùng thời gian đó. Sau khi đổ bộ thành công lực lượng Nhật Bản lên New Guinea, Kashima quay trở về căn cứ của nó ở Truk.
Đến tháng 7 năm 1942, Kashima quay trở về Kure một thời gian ngắn để nâng cấp hỏa lực với hai khẩu đội phòng không 25 mm Kiểu 96 hai nòng bố trí ở phần phía trước của cầu tàu. Nó quay trở lại Truk vào ngày 3 tháng 9 năm 1942, nơi nó thiếp tục đặt căn cứ.
Ngày 8 tháng 10 năm 1942, một hội nghị được tổ chức trên chiếc Kashima thyảo luận về việc xây dựng các công trình phòng thủ tại Thái Bình Dương. Hội nghị có sự tham dự của Phó Đô đốc Matome Ugaki, Trưởng phòng Hành quân Hạm đội Liên Hợp, và các quan chức Cục Xây dựng Phòng thủ của Lục quân Đế quốc Nhật Bản.
Ngày 26 tháng 10 năm 1942, Phó Đô đốc Nam tước Tomoshige Samejima tiếp nhận quyền chỉ huy Hạm đội 4. Ông được thay thế vào ngày 1 tháng 4 năm 1943 bởi Phó Đô đốc Masami Kobayashi. Trong thời gian này, Kashima được phân công nhiệm vụ tuần tra bảo vệ tại Truk, với những chuyến đi vòng quanh quần đảo Marshall, thỉnh thoảng quay trở về Kure hoặc Yokosuka để bảo trì.
Vào ngày 1 tháng 11 năm 1943, Kashima được tàu tuần dương hạng nhẹ Nagara thay thế trong vai trò soái hạm của Hạm đội 4, khi nó được điều trở về Phân đội Huấn luyện Kure. Ngày 18 tháng 11 năm 1943, Kashima rời Truk cùng với tàu tiếp liệu tàu ngầm Chogei và được hố tống bởi các tàu khu trục Wakatsuki và Yamagumo. Không lâu sau khi khởi hành từ Truk, nhóm bị tàu ngầm Mỹ USS Sculpin tấn công, và bị nhóm của Kashima phản công đánh chìm mà không chịu thiệt hại nào. Kashima về đến Kure vào ngày 25 tháng 11 năm 1943, và vào ụ tàu để bảo trì cho đến ngày 12 tháng 1 năm 1944.
Từ ngày 23 tháng 1 đến ngày 15 tháng 4 năm 1944, Kashima tiếp nối vai trò ban đầu như một tàu huấn luyện tại Hóc viện Hải quân Đế quốc Nhật Bản ở Etajima, khi nó thực hiện nhiều chuyến đi trong vùng biển Nội địa.

### Giai đoạn sau của Chiến tranh Thái Bình Dương
Khi tình hình chiến tranh ngày càng bất lợi cho phía Nhật Bản, Kashima bị buộc phải đưa vào hoạt động như một tàu vận chuyển. Từ ngày 26 tháng 5 đến ngày 11 tháng 7 năm 1944, nó thực hiện bốn chuyến đi từ Shimonoseki thuộc Yamaguchi đến Okinawa vận chuyển lực lượng tăng cường và tiếp liệu. Tương tự, trong "Chiến dịch Ro-Go" từ ngày 11 tháng 7 năm 1944, Kashima được giao nhiệm vụ vận chuyển binh lính và tiếp liệu đến Đài Loan, thực hiện nhiều chuyến đi từ Kagoshima và Kure đến Keelung.
Vào ngày 20 tháng 10 năm 1944, Kashima bị tàu ngầm USS Tang phát hiện, và tiếp cận ở khoảng cách 1,8 km (2.000 yard), nhưng không thể tấn công do loại ngư lôi điện Mark 18-1 kiểu mới không đủ tốc độ và tầm xa.
Ngày 20 tháng 12 năm 1944, Kashima được cải biến tại xưởng hải quân Kure, khi các ống phóng ngư lôi của nó được thay thế bởi hai tháp pháo 127 mm/40 caliber Kiểu 89 nòng đôi không che chắn, bốn khẩu đội phòng không 25 mm Kiểu 96 ba nòng cùng một bộ radar dò tìm mặt đất Kiểu 22, các máy sò âm dưới nước và sonar. Hai thiết bị liên lạc hồng ngoại Kiểu 2 cũng được trang bị. Sàn tàu phía sau của Kashima được cải biến thành hầm đạn bao bọc bởi bê-tông có thể chứa 100 mìn sâu, cùng bốn máy ném mìn sâu và hai đường ray thả mìn trên sàn phía đuôi tàu. Thêm vào đó, tám khẩu pháo phòng không 25 mm Kiểu 96 cũng được bổ sung, nâng lên tổng cộng 38 nòng súng; cùng một bộ radar dò tìm trên không Kiểu 13 cũng được trang bị.
Từ tháng 2 năm 1945, Kashima được giao vai trò tuần tra chống tàu ngầm tại khu vực biển Nam Trung Quốc và ngoài khơi Triều Tiên. Vào ngày 19 tháng 5 năm 1945, Kashima va chạm và làm đắm chiếc tàu chở hàng Daishin Maru tại eo biển Tsushima. Một thùng chứa xăng bên mạn trái trước mũi của Kashima bị hư hại khi va chạm và gây ra một đám cháy, nhưng chiếc tàu tuần dương xoay xở quay về được Chinkai thuộc Triều Tiên để sửa chữa. Sau đó Kashima tiếp tục vai trò hộ tống vận tải và tuần tra chống tàu ngầm ngoài khơi Triều Tiên cho đến khi chiến tranh kết thúc.
Kashima được chính thức rút khỏi danh sách Đăng bạ Hải quân vào ngày 5 tháng 10 năm 1945.

### Sau chiến tranh
Sau khi Thế Chiến II kết thúc, Bộ chỉ huy lực lượng Đồng Minh chiếm đóng Nhật Bản sử dụng Kashima như một phương tiện vận tải để hồi hương binh lính Nhật ở nước ngoài. Mái che được dựng lên chung quanh cột ăn-ten chính, và các nòng pháo bị tháo bỏ.
Từ ngày 10 tháng 10 năm 1945 đến ngày 12 tháng 11 năm 1946, Kashima thực hiện tổng cộng 12 chuyến đi đến New Guinea, quần đảo Solomon, quần đảo Marshall, Singapore, Đông Dương thuộc Pháp, Đài Loan, Indonesia, Thái Lan và Hong Kong, vận chuyển khoảng 5.800 cựu binh lính của Lục quân Nhật và tù binh quay trở về Nhật Bản.
Từ ngày 15 tháng 11 năm 1946 đến ngày 15 tháng 6 năm 1947, Kashima bị tháo dỡ tại Nagasaki.

## Danh sách thuyền trưởng
- Shutoku Miyazato (sĩ quan trang bị trưởng): 25 tháng 9 năm 1939 - 1 tháng 11 năm 1939
- Hisashi Ichioka (sĩ quan trang bị trưởng): 1 tháng 11 năm 1939 - 10 tháng 3 năm 1940
- Shunsaki Nabeshima (sĩ quan trang bị trưởng): 10 tháng 3 năm 1940 - 31 tháng 5 năm 1940
- Shunsaki Nabeshima - 31 tháng 5 năm 1940 - 1 tháng 11 năm 1940
- Isamu Takeda - 1 tháng 11 năm 1940 - 1 tháng 9 năm 1941
- Kinji Senda - 1 tháng 9 năm 1941 - 7 tháng 9 năm 1942
- Sakae Takada - 7 tháng 9 năm 1942 - 1 tháng 7 năm 1943
- Shigechika Hayashi - 1 tháng 7 năm 1943 - 21 tháng 10 năm 1943
- Sueyoshi Kajiwara - 21 tháng 10 năm 1943 - 3 tháng 12 năm 1943
- Mitsuru Nagai - 3 tháng 12 năm 1943 - 9 tháng 12 năm 1943
- Chusaboru Yamazumi - 9 tháng 12 năm 1943 - 15 tháng 5 năm 1944
- Masayoshi Takame - 15 tháng 5 năm 1944 - 15 tháng 8 năm 1944
- Yoshikata Hiraoka - 15 tháng 8 năm 1944 - 28 tháng 4 năm 1945
- Chojuro Takahashi - 28 tháng 4 năm 1945 - 21 tháng 9 năm 1945
- Shojiro Iura - 21 tháng 9 năm 1945 - 17 tháng 1 năm 1946
- Minoru Yokota - 17 tháng 1 năm 1946 - 15 tháng 11 năm 1946